# (29904) 1999 HL10
A (29904) 1999 HL10 a Naprendszer kisbolygóövében található aszteroida. A LINEAR projekt keretében fedezték fel 1999. április 17-én.